# Mario Domm
Mario Alberto Domínguez Zarzar (Torreón, Coahuila, México; 22 de enero de 1977), conocido artísticamente como Mario Domm, es un cantautor mexicano, fundador del grupo Camila. Es uno de los músicos más influyentes en la escena de la música latinoamericana, ganador de 4 Latin Grammy, 4 Premios Billboard, 11 Premios Lo Nuestro, 14 Premios SACM, 5 Premios Juventud, 5 Premios Telehit, 4 MTV, 8 Premios Ascap, 3 Gaviotas de Plata y 3 Gaviotas de Oro, 7 Monitor Latino, 2 Premios 40 Principales, un Premio Orgullosamente Latino y un reconocimiento como genio de la música Telehit.
Además ha colaborado con artistas como Marco Antonio Solís, Alejandro Sanz, Alejandro Fernández, Wisin, Kenny G, Abraham Mateo, Julio Iglesias, Ricky Martin, Romeo Santos, Fito Páez, Rosana, Colbie Caillat, Pepe Aguilar, Alejandra Guzmán, Thalía, Jesse & Joy, Sin Bandera, Reik, Reyli, Cristian Castro, Luis Miguel, Kalimba, The Sacados, Carlos Rivera, Antonio Orozco, Alessandra Amoroso, Wanessa Camargo y la agrupación musical OV7.

## Biografía
Estudió en la Escuela Nacional de Música (canto, piano, solfeo, contrapunto) y en el 2002 firmó contrato discográfico con Sony Music México, empresa con la que grabó su primer disco como solista titulado «Mexi-Funky-Music». 
Continuó su carrera como cantante y compositor. Más tarde empezó a producir discos, entre sus primeros trabajos destacan «AeroSoul» de Kalimba, y «Reyli en la Luna» de Reyli Barba.
En 2002 participa con el sencillo "Tu tienes un lugar" en el soundtrack de la película "Amarte Duele".
Más tarde produjo temas como «Desde que llegaste» (el cual fue parte de la banda sonora de la película Ladies Night) interpretado por Reyli «Será» y «Si tu no estás aquí» para Sin Bandera.
En 2006 regresó a la escena musical con el grupo de pop/rock Camila, al lado de Pablo Hurtado y Samo, con quienes lanzó 2 discos.
«Todo cambió» fue uno de estos álbumes, el productor fue Mario y el lanzamiento es reconocido como uno de los más importantes de 2006. En ese mismo año recibió el galardón Éxito SACM por una de las canciones más escuchadas en el 2005: «Tocando Fondo», interpretada por Kalimba. Además Camila fue nominado al Grammy por el sencillo «Todo Cambió».
En 2007 los temas «Coleccionista de canciones» y «Quiero estar contigo» también se hicieron acreedores a la presea Éxito SACM.
En 2008 otros dos temas de su autoría recibieron nuevamente este reconocimiento: «Todo cambió» y «Sólo para ti», ambos temas incluidos en el álbum Todo cambió.
En 2009 recibió el Éxito SACM por «Yo quiero» y en 2010 por «Causa y Efecto», que fue hecho en conjunto con Mónica Vélez y fue interpretado por Paulina Rubio.
En 2009 lanzó el primer sencillo de su segundo álbum titulado Dejarte de Amar (que salió a la venta hasta el 2010). El sencillo titulado «Mientes» se convirtió en el número uno en la radio nivel nacional e internacional. De este modo Domm se hizo acreedor de numerosos premios y reconocimientos como compositor, intérprete y productor durante todo el 2010 y 2011. En 2014 Camila sacó su tercer álbum titulado Elypse; sin embargo para este proyecto sólo trabajaron Mario Domm y Pablo Hurtado, quienes conformaron el grupo hasta 2023 con el regreso de Samo.

## Reconocimientos y logros con Camila
Dejarte de Amar mereció la categoría de Disco de Diamante por rebasar 300 000 copias vendidas.
En 2012 llenaron el Foro Sol en un memorable concierto, tras abarrotar múltiples shows en los principales escenarios de México, como el Auditorio Nacional, el Palacio de los Deportes, el Teatro Telmex de Guadalajara y la Arena Monterrey.
- 4 Premios Grammy Latino a mejor álbum, canción y grabación del año; y mejor álbum vocal pop contemporáneo por Elypse.
- 4 Premios Billboard Latino: Top Latin Albums Artista del Año, Latin Pop Airplay – Artista del Año, Latin Pop Albums Dúo o Grupo y Latin Pop Song del Año por “Decidiste Dejarme”.
- 2 Premios 40 Principales de España por mejor grupo México y mejor canción con “Mientes”.
- 7 Premios Monitor Latino: Álbum del Año, Hot Song del Año “Mientes”, Álbum Grupo del Año, Canción Grupo del Año, Grupo del Año.
- Compositor del Año, El Grupo más Premiado de Monitor Latino.
- 2 Premios Telehit al mejor grupo pop y mejor canción por “Mientes”.
- Premio Orgullosamente Latino (Ritmosón Latino) al grupo del año.
- 2 Premios OYE por el álbum del año y grupo del año.

3 Premios Lo Nuestro al mejor álbum pop, a la mejor canción por “Mientes” y al mejor grupo pop.
- Premios Juventud a la canción corta venas por “Mientes”.

## Elypse
Con este disco Camila ha recibido:
- 4 Nominaciones al Latin Grammy: Grabación del y canción del año por “Decidiste Dejarme”, álbum del año y mejor álbum vocal pop contemporáneo.
- El galardón Latin Grammy en la categoría de mejor álbum vocal pop contemporáneo.
- Una nominación al Grammy 2015 en la categoría mejor álbum latino.
- 2 Nominaciones a los Premios Lo Nuestro 2015 por grupo o dúo pop rock del año y canción pop del año por “Decidiste Dejarme”.
- El galardón de los Premios Lo Nuestro 2015 en la categoría de grupo o dúo del año.
- Nominaciones a los Premios Billboard 2015 en las categorías Latin Pop Song del Año por “Decidiste Dejarme”, Latin Pop Songs Artista del Año Duo o Grupo, Latin Pop Album y Artista del Año, Duo o Grupo.
- El galardón de los Premios Billboard 2015 en la categoría Latin Pop Song del Año por “Decidiste Dejarme”.
- El galardón de los Premios Juventud en la categoría canción corta venas con “Perdón.”
- El galardón en los Latin American Music Awards 2015 en la categoría “Dúo o Grupo Favorito Pop / Rock”.
- Además fueron nominados al Latin Grammy 2015 Grabación del Año por “La Vida Entera Ft. Marco Antonio Solís.”

## Discografía

### Con Camila
Álbumes de estudio
- Todo cambió
- Dejarte de amar
- Elypse
- Hacia adentro

### Como solista
Álbumes de estudio
- Mexi-Funky-Music